# Дом здравља Крагујевац
Дом здравља Крагујевац је здравствена установа у државној својини, а оснивач је Град Крагујевац.
Налази се у улици Краља Милутина бр. 1.

## Историјат
Примарна здравствена заштита у Крагујевцу је оформљена као посебан функционални облик 1966. године, у оквиру Медицинског центра Крагујевац. До 1990. функционисао је у оквиру ООУР „Дом здравља”. Од 1990. Медицински центар је конституисан као Здравствени центар „ Др Михајло Илић” у оквиру кога је постојала РЈ Дом здравља у Крагујевцу. У садашњем облику је основан 1998. године Одлуком Владе Републике Србије.